# Vojenská akademie Čínské republiky
Vojenská akademie Čínské republiky (čínsky v českém přepisu Čung-chua Min-kuo Lu-ťün Ťün-kuan Süe-siao, pchin-jinem Zhōnghúa Mīngúo Lùjūn Jūnguān Xúexiào, znaky zjednodušené 中华民国陆军军官学校, tradiční 中華民國陸軍軍官學校), historicky známá také pod názvy Chuang-pchu (čínsky v českém přepisu Chuang-pchu ťün-siao, pchin-jinem Huángpŭ Jūnxiào, znaky zjednodušené 黄埔军校, tradiční 黃埔軍校) nebo Whampoa je vojenská akademie Armády Čínské republiky, jejíž dějiny sahají až do dob meziválečné Čínské republiky, kdy byla vojenskou akademií tehdejší Národní revoluční armády.
Původní akademie Whampoa byla založena 1. května 1924, sídlila na ostrově Čchang-čou v deltě Perlové řeky a svůj název odvozovala od nedalekých kantonských doků zvaných Chuang-pchu (místním dialektem přepsaným do angličtiny Whampoa). Řeč, kterou při jejím otevíraní pronesl Sunjatsen, se stala základem textu pozdější hymny Čínské republiky.
Akademie byla založena v době, kdy bylo mezi Kuomintangem a Komunistickou stranou Číny spojenectví, proto se na jejím financování od počátku podstatně podílel Sovětský svaz a studovali na ní a spoluvedli ji i pozdější hodnostáři Čínské lidové republiky. Významnou funkci zde měl například pozdější dlouholetý premiér ČLR, Čou En-laj, dále tu studovali nebo učili mimo jiné Jie Ťien-jing, Sung Žen-čchiung, Ceng Si-šeng a Lin Piao. Naopak vrchním velitelem byl do roku 1947 Čankajšek, který si zde vychoval své pozdější důstojníky, kteří s ním proti komunistům bojovali. Z pozdějších protikomunistických bojovníků zde studoval například Čchen Čcheng. Během Čínské občanské války tak proti sobě bojovali bývalí spolužáci.
V souvislosti s válečným vývojem se akademie několikrát stěhovala. Po úspěchu Severního pochodu byla v roce 1928 přestěhována do nového hlavního města, Nankingu. Po japonské invazi do Číny v roce 1937 byla přestěhována do Čcheng-tu. Po ústupu nacionalistické vlády na Tchaj-wan přesídlila do města Kao-siung.